# Монту

Монту је био соко-бог рата у древној египатској религији, оличење освајачке виталности фараона. Посебно су га обожавали у Горњем Египту и у округу Тебе.

## Име
Монтуово технички је транскрибовано као mntw (што значи „номад“). Због потешкоћа у транскрипцији египатских самогласника, често се реализује као Монт, Монту, Монтју, Мент или Менту.

## Улога и карактеристике
Монту је био један од најстаријих богова древног Египта, првобитно повезан са сунчевом снагом и њеним разорним ефектом. Као Монту-Ра, овај бог је био персонификација моћи сунца, али је временом стекао атрибуте ратника, што га је учинило једним од најзначајнијих богова рата у египатској митологији. Египћани су га поштовали као божанског заштитника Маата, бога универзалног поретка и истине, верујући да он напада непријатеље овог космичког склада и инспирише храбре ратне подвиге.
Како је његов култ растао, Монту је добио посебан статус у војној идеологији Египта. Фараони који су желели да се представе као снажни ратници, често су прихватали његову заштиту и име, што је посебно било изражено током Средњег и Новог краљевства. Упоређиван је са Хорусом, богом краљевске моћи и заштите, а један од његових епитета био је „Хорус јаке руке“.
Такође постоји могућност да су Монту-Ра и Атум-Ра симболизовали два краљевства Египта – Горњи и Доњи Египат, што би додатно истакло његову улогу у одржавању реда и хегемоније владара. Његово присуство у војној стратегији и идеологији египатских фараона показује да је био више од обичног божанства – постао је симбол снаге, освајања и заштите египатске државе.
Због повезаности разјарених бикова са снагом и ратом, Египћани су веровали да се Монту манифестује као бели бик са црном њушком, познат као Бучис (хеленизовани облик изворног имена Bakha), свети бик поштован у Арманту. Овај култ је био толико снажан да је у позном периоду (7–4. век п. н. е.) Монту често приказиван са биковском главом. Свети бик Бучис био је предмет великог поштовања – имао је бројне слуге и носио је раскошне круне и украсе.
У египатској уметности, Монту је приказиван као човек са главом сокола или бика, надвишен соларним диском (због своје повезаности са богом Ра), уз двоструки или појединачни уреус и два висока пера. Док је соко симболизовао небо, бик је представљао снагу и ратничку моћ. Монту је често држао оружје, попут закривљеног мача, копља, лука и стрела или ножева – ова војна иконографија била је посебно присутна током Новог краљевства (16–11. век п. н. е.).
Монту је имао неколико жена, међу којима су биле слабо познате тебанске богиње Тененет и Јунит, као и женско отелотворење Ра – Рает-Тави. Поред тога, Монту је био поштован као један од заштитника града Тебе и његових тврђава.
Владари 11. династије (око 2134–1991. п. н. е.) изабрали су Монтуа за своје заштитно и династичко божанство, укључујући његово име у титулама фараона. Тако су четири владара из ове династије носила име Ментухотеп, што значи „Монту (Менту) је задовољан“.
- Ментухотеп I (око 2135. п. н. е.) — могуће измишљена фигура;
- Ментухотеп II (око 2061–2010. п. н. е.);
- Ментухотеп III (око 2010–1998. п. н. е.);
- Ментухотеп IV (око 1998–1991. п. н. е.).[1]

Стари Грци су Монтуа повезивали са својим богом рата, Аресом, али то није спречило његову асимилацију са Аполоном, вероватно због његове везе са сунчевом светлошћу.

## Монту и фараони у рату
Култ овог ратничког бога достигао је велики престиж током владавине фараона 11. династије, чији су експанзионизам и војни успеси око 2055. п. н. е. довели до поновног уједињења Египта. Овим је окончан хаотични Први прелазни период и започела нова ера просперитета за земљу.
Овај део египатске историје, познат као Средње краљевство (око 2055–1650. п. н. е.), био је време када је Монту привремено преузео улогу врховног бога. Међутим, с временом га је засенио други тебански бог, Амон, који је био предодређен да постане најзначајније божанство египатског пантеона.
Од 11. династије па надаље, Монту је постао симбол фараона као владара, освајача и непобедивог ратника, као и њиховог божанског инспиратора на бојном пољу. Египатске армије носиле су инсигније „четири Монтуа“ — Монтуа из Тебе, Арманта, Медамуда и Ел-Тода, четири главна култна центра овог бога. Уметнички прикази представљали су их у класичној ратничкој пози, како газе непријатеље и пробијају их копљем.
Један од најупечатљивијих примера Монтуове војне симболике је церемонијална бојна секира из погребног прибора краљице Ахотеп II, Велике краљевске супруге ратоборног фараона Камоса (око 1555–1550. п. н. е.). На њој је Монту приказан као поносни, крилати грифон, чија је иконографија јасно под утицајем сиријске уметности.
Највећи египатски генерали и краљеви сматрали су себе отелотворењем Монтуа, називајући се „Моћни бик“, „Монтуов син“ или „Монту је са својом јаком/десном руком“. Ово име добили су и поједини принчеви, укључујући сина Рамзеса II, једног од Рамзеса III и једног од Рамзеса IX. Тутмос III (око 1479–1425. п. н. е.), често називан „Наполеоном Египта“, у античко доба описиван је као „Храбри Монту на бојном пољу“. Натпис његовог сина, Аменхотепа II (1427–1401. п. н. е.), сведочи да је млади фараон, са свега осамнаест година, успевао да пробије бакарне мете стрелама док је управљао ратним колима, што је тумачено као доказ његове Монтуове снаге и вештине.
Чак и његов унук, Аменхотеп III Величанствени (око 1388–1350. п. н. е.), познат по мирној владавини, носио је титулу „Монту владар“. У причи о бици код Кадеша (око 1274. п. н. е.), Рамзес II Велики, који је поносно себе називао „Монту две земље“, описује како је угледао непријатеља и „беснео на њих као Монту, господар Тебе“.
…Његово Величанство је прошло кроз тврђаву Тјару, попут Монтуа који излази у слави. Свака земља је дрхтала пред њим, а страх је испунио њихова срца… Добро чувана стража, обезбеђујући живот, благостање и здравље, налазила се у шатору Његовог Величанства, на брду јужно од Кадеша. А када се Његово Величанство уздигло попут сунчевог успона Раа, преузео је украсе свог оца Монтуа...— — Кадешки натписи, 

## Храмови

### Медамуд
Храмски комплекс Монтуа у Медамуду, древном Медуу, налази се мање од пет километара североисточно од данашњег Луксора. Велики фараон Сенусрет III (око 1878–1839. п. н. е.) из 12. династије саградио га је, вероватно на месту већ постојећег светилишта из периода Старог краљевства.
Двориште храма служило је као пребивалиште живог бика Бучиса, који је био поштован као инкарнација Монтуа. Главни улаз налазио се на североистоку, док је на западној страни светилишта вероватно било свето језеро. Комплекс је био састављен од два одвојена, суседна дела – храма на северу и куће свештеника на југу. Грађен је од сирове цигле, док је најунутрашњији светилишни простор божанства био изграђен од клесаног камена.
Храмски комплекс у Медамуду претрпео је значајне рестаурације и обнове током Новог краљевства, као и у Птолемејском и римском периоду.

### Армант
У Арманту, древном Јунију, постојао је импресиван храм посвећен Монтуу најмање од 11. династије, а могуће је да је сам бог потекао из овог града. Први познати градитељ храма био је краљ Ментухотеп II, али је првобитни комплекс значајно проширен и улепшан током 12. династије, мање познате 13. династије (око 1803–1649. п. н. е.), а касније и током Новог краљевства, посебно под краљем Тутмосом III.
Рамзес II (1279–1213. п. н. е.) и његов син Мернептах (1213–1203. п. н. е.) из 19. династије додали су храму колосе и статуе. У касном периоду (7–4. век п. н. е.), храм је, осим пилона, у великој мери демонтиран, али је нови храм започео краљ Нектанеб II (360–342. п. н. е.), последњи домаћи фараон Египта. Градњу су наставили Птоломеји, а у 1. веку п. н. е., Клеопатра VII (51–30. п. н. е.) додала је мамиси и свето језеро у част свог сина, младог Птолемеја XV Цезариона.
Ова грађевина била је видљива све до 1861. године, када је срушена како би њени материјали били искоришћени за изградњу фабрике шећера. Ипак, бакрописи, графике и раније студије, попут Наполеоновог Описа Египта, пружају увид у њен изглед. Данас су видљиви само остаци пилона Тутмоса III, као и рушевине два улаза, од којих је један подигнут у време римског цара Антонина Пија у 2. веку н.е.
У оквиру великог комплекса у Арманту налазио се и Бучеум, некропола светих бикова Бучиса. Прво познато сахрањивање у овој некрополи датира из времена Нектанеба II (око 340. п. н. е.), док је последње забележено у доба цара Диоклецијана, око 300. године нове ере.

### Карнак и Уронарти
У оквиру великог храмског комплекса у Карнаку, северно од монументалног храма посвећеног Амону, краљ Аменхотеп III подигао је свети ограђени простор посвећен Монтуу.
Још један храм посвећен овом богу налазио се у мало познатој тврђави Уронарти, смештеној јужно од Другог катаракта Нила, а изграђен је током периода Средњег краљевства.

## Галерија
- Рељеф Ментуа у Медамуду.
- Статуа Монтуа, 664-332. п. н. е.
- Рељеф на задњем зиду Птолемејског Пронаоса храма Ел-Тод.
- Груба стела која представља ратника-фараона Сенусрета III (1878–1839. п. н. е.) у присуству Монтуа. Египатски музеј, Каиро.
- Монту, као грифон, на церемонијалној секири која представља ратника-фараона Ахмоса I (око 1549–1524. п. н. е.) који гази непријатеља.
- Цртеж петроглифа у Коносу са богињом Сатис, итифаличним богом Мином, Монтуом и картушем краља Неферхотепа I (око 1747–1736. п. н. е.).
- Фрагментарни надвратник из храма Монту у Ел-Тоду, где се помињу Монту, краљ Ментухотеп II и богиња Сатис. Лувр, Париз.
- Рушевине храма Монту у Арманту — према акварелу Дејвида Робертса (1849).
- Рушевине храма Монту у Медамуду.